# Jarle Vespestad

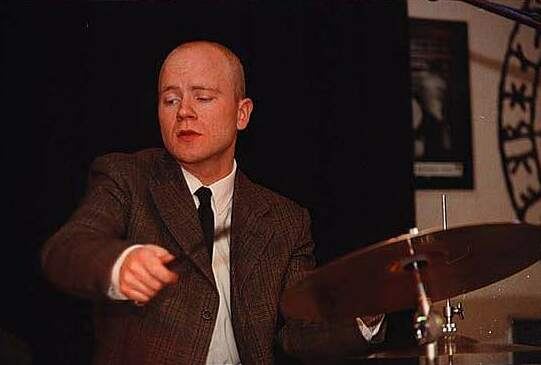
Jarle Vespestad

Jarle Vespestad (* 16. April 1966 in Jessheim) ist ein norwegischer Jazzschlagzeuger.
Vespestad studierte bis 1988 an der Toneheim folkehøgskole und bis 1990 am Musikkonservatoriet i Trondheim. Er gehörte zu den Gründungsmitgliedern der Freejazz-Gruppe Farmers Market. Er spielte in den Gruppen Veslefrekk und Supersilent und arbeitete mit der Band von Silje Nergaard (Album Nightwatch).
Daneben trat er mit dem Trio von Petter Wettre (Album Mystery Unfolds) und im Duo mit Tore Brunborg und Bugge Wesseltoft auf. Drei Alben spielte er mit dem Tord Gustavsen Trio (mit Harald Johnsen) ein. Außerdem spielte er mit Gustavsen und Sängerin Simin Tander auf dem Album What Was Said, das er 2016 auch in Deutschland präsentierte und das im selben Jahr den Jahrespreis der Deutschen Schallplattenkritik erhielt.